# Wiesław Gawłowski
Wiesław Gawłowski   (Tomaszów Mazowiecki, 19 de maig de 1950 - Białobrzegi, 14 de novembre de 2000) fou un jugador de voleibol polonès que va competir entre les dècades de 1960 i 1980. Va morir en un accident de cotxe.
El 1972 va prendre part en els Jocs Olímpics d'Estiu de Múnic, on fou novè en la competició de voleibol. Quatre anys més tard, als Jocs de Mont-real, va guanyar la medalla d'or en la competició de voleibol. El 1980, a Moscou, disputà els seus tercers, i darrers, Jocs Olímpics, sent quart en la competició de voleibol.
Entre 1969 i 1986 fou 366 vegades internacional per Polònia. En el seu palmarès també destaquen una medalla d'or al Campionat del Món de voleibol de 1974 i tres medalles de plata al Campionat d'Europa de voleibol, el 1975, 1977 i 1979. A nivell de clubs jugà al AZS AWF Warsaw (1969-1973); el Płomień Milowice (1973-1980), amb qui guanyà dues lligues (1977 i 1979) i una Copa de Campions (1978); el Vianello Pescara (1980-1985) i el Pallavolo Pineto (1985-1990).